# Matthias von Korff gen. Schmising
Matthias von Korff gen. Schmising (* 21. Oktober 1620; † 27. März 1684) war Geheimrat, Berater und Diplomat des münsterischen Fürstbischofs.

## Leben

### Herkunft und Familie
Matthias von Korff wurde als Sohn des Heinrich von Korff gen. Schmising zu Tatenhausen (1583–1665, Domherr in Minden) und seiner Gemahlin Sybilla von Wendt zu Holtfeld (1589–1666) geboren. Sein Zwillingsbruder Otto Heinrich war Dompropst in Münster, Johann Adolf Propst in St. Mauritz und Kaspar Heinrich Amtsdroste in Iburg.

### Werdegang und Wirken
Mit dem Erhalt der Tonsur am 29. April 1632 wurde Matthias auf einen geistlichen Beruf vorbereitet und noch im gleichen Jahre Domherr in Münster, nach dem er ein Studium in Paris absolviert hatte. Am 9. Juni 1641 empfing er zusammen mit seinem Bruder Otto Heinrich die Niederen Weihen und zwei Tage später die Subdiakonatsweihe. 1644 war er Domherr in Hildesheim und empfing am 11. März 1645 – wieder zusammen mit seinem Bruder – die Diakonatsweihe. Es schloss sich eine Studienreise nach Rom an. Am 9. August 1650 wurde er Domkantor in Hildesheim und am 24. Februar 1652 zum Priester geweiht. Matthias war Archidiakon in Vreden und wurde am 19. April 1654 Domküster in Münster. Von 1654 bis 1663 war er Geheimer Rat und Kriegsrat und als Berater und Diplomat des Fürstbischofs Christoph Bernhard von Galen tätig.
In der Zeit vom 3. Februar 1663 bis 4. Dezember 1673 war er Domdechant in Hildesheim.
Er war Mitglied des Großen Kalands.